# Шишковский, Всеволод Георгиевич
Всеволод Георгиевич Шишковский (14 июня 1936, Днепропетровск, УССР — 9 ноября 1997, Москва, РФ) — советский и российский журналист-международник, один из ведущих политических обозревателей советского телевидения.

## Биография
Всеволод Шишковский родился 14 июня 1936 года в Днепропетровске, СССР.
С 1954 по 1956 год учился в Военном институте иностранных языков (ВИИЯ), а после его расформирования по приказу Министра обороны СССР перешел в 1956 году на переводческий факультет Московского государственного педагогического института иностранных языков (МГПИИЯ) имени Мориса Тореза. Свободно владел английским и французским языками.
Пришел работать в Гостелерадио в 1960 году на должность редактора отдела Радиовещания на США (отдел Иновещания). Затем много лет проработал в редакции «Маяк», «Последние известия» в роли политического комментатора.
В 1980-м году стал преимущественно работать на телевидении, когда возглавил корпункт Гостелерадио в Женеве (Швейцарии).
С 1984 по 1986 годы — комментатор Главной редакции информации ТВ Гостелерадио СССР, журналист программы «Время», в качестве политического обозревателя вел программы «Международная панорама» и «Сегодня в мире».
С 1986 по 1995 годы — заведующий корпунктом Гостелерадио и затем ВГТРК и РГТРК «Останкино» в Лондоне, Великобритания. Неоднократно освещал международные встречи на высшем уровне, интервьюировал Маргарет Тэтчер, Джона Мейджора, Михаила Горбачёва, Бориса Ельцина и многих других деятелей политики.
Благодаря своим репортажам и передачам, Всеволод Шишковский по-новому открыл миллионам советских и российских телезрителей Швейцарию, Великобританию, Исландию, государства западной Африки, и все те страны, в которых он работал. Многие помнят его встречи с «железной леди» (Маргарет Тэтчер), писателем Жоржем Сименоном, экстрасенсом Ури Геллером, актером Тимоти Далтоном, актрисой Ванессой Редгрейв и другими деятелями политики, культуры, спорта. Он с необыкновенной легкостью умел найти общий язык как с коронованными особами, так и простыми людьми.
Последние годы жизни Всеволод Шишковский продолжал работать в Лондоне уже в качестве Генерального представителя Государственного Комитета России по Спорту и туризму.
Всеволод Шишковский скончался в Москве 9 ноября 1997 на 62-м году жизни после тяжелой быстротечной болезни. Похоронен на Введенском кладбище в Москве.

## Семья
Был женат, имел дочь и сына.

## Программы
- Международная панорама.
- Сегодня в мире.
- Центральное телевидение Гостелерадио СССР.